# Wolfgang Wilmanns (Agronom)
Wolfgang Otto Wilmanns (* 27. September 1893 in Bonn; † 23. April 1968 in München) war ein deutscher Agrarwissenschaftler. Seine Forschungsschwerpunkte waren die landwirtschaftliche Betriebslehre, die Grünlandwirtschaft und der Futterbau.

## Leben und Wirken
Wolfgang Wilmanns, Sohn des Germanisten Wilhelm Wilmanns, studierte seit 1921 Landwirtschaft in Bonn-Poppelsdorf und promovierte dort 1924 mit der Dissertation Der Gemüseabsatz in Deutschland. Anschließend arbeitete er als wissenschaftlicher Assistent am Institut für landwirtschaftliche Betriebslehre in Bonn. 1927, erst 33 Jahre alt, wurde er auf den Lehrstuhl für landwirtschaftliche Betriebslehre an die Universität Jena berufen. Hier wirkte er sieben Jahre und beschäftigte  sich unter anderem mit Fragen der Agrarstatistik und Agrargeographie. Das 1933 gemeinsam mit anderen Mitarbeitern herausgegebene Werk Die Thüringische Landwirtschaft gehört zu den bedeutendsten Veröffentlichungen während dieser Schaffensperiode. Seit 1933 war er Mitglied der NSDAP.
1934 übernahm Wilmanns als Nachfolger von Friedrich Falke, dem Vater der wissenschaftlichen Grünlandbewegung in Deutschland, den Lehrstuhl für landwirtschaftliche Betriebslehre an der Universität Leipzig. Hier befasste er sich intensiv mit Fragen der Grünlandbewirtschaftung. Von Leipzig aus unternahm er zwei ausgedehnte Forschungsreisen, 1936 nach China und Japan, 1938 nach den USA und Kanada. In seiner 1938 veröffentlichten Schrift Die Landwirtschaft Chinas hat er ausführlich die damaligen landwirtschaftlichen Produktionsverhältnisse in diesem asiatischen Land beschrieben. Seit 1938 war Wilmanns Obmann der Reichsarbeitsgemeinschaft Agrarpolitik und Betriebslehre. 1943 wurde er zum Rektor der Universität Leipzig gewählt. Dieses Amt bekleidete er auch nach dem Ende des Zweiten Weltkrieges kurz weiter, musste dieses jedoch 1945 abgeben. Unter dem Zwang der Verhältnisse floh er 1947 mit seiner Familie nach Niedersachsen. 
Nach der Flucht wirkte Wilmanns zunächst als Fachgutachter in Göttingen. Fortan beschäftigte er sich fast nur noch mit Fragen des Futterbaus. Von 1949 bis 1958 leitete er die Hessische Lehr- und Versuchsanstalt für Grünlandwirtschaft und Futterbau. Diese Institution befand sich zunächst in Wehrda bei Hünfeld. Von 1952 bis 1954 erfolgte die Übersiedlung auf die Domäne Eichhof (Bad Hersfeld). Ihr Ausbau zu einem modernen Forschungsinstitut gehört zu Wilmanns bedeutendsten organisatorischen Leistungen. Von seinen Publikationen aus dieser Zeit ist hervorzuheben das 1952 erschienene Atlaswerk über die Futterflächen in Hessen. Wilmanns lehrte seit 1951 als Honorarprofessor an der Universität Gießen.  
Wilmanns Tochter Hergart (1928–2007) war Osteuropaforscherin und Soziologin, seine Tochter Juliane (1945–2008) war Medizinhistorikerin.

## Wichtigste Publikationen
- Der Gemüseabsatz in Deutschland. Diss. agr. Landw. Hochschule Bonn-Poppelsdorf 1924. 96 S. m. Tab. u. Fig., Maschinenschrift.
- Erzeugungs- und Absatzverhältnisse im deutschen Gemüse- und Obstbau. Herausgegeben von W. Wilmanns.  Ausschuss zur Untersuchung der Erzeugungs- und Absatzbedingungen der deutschen Wirtschaft. Verhandlungen und Berichte Bd. 9. Verlag Mittler Berlin 1929.
- 100 Jahre Vereinsleben und Bildungsstreben der Landwirtschaft Thüringens. Festschrift zur Jahrhundertfeier d. landwirtschaftlichen Vereins Zwätzen – Jena in Verbindung mit dem Landwirtschaftl. Institut der Universität Jena. Mit Otto Ennker, herausgegeben von W. Wilmanns. Weimar [1930].
- Die Thüringische Landwirtschaft. Erzeugungsgrundlagen, Ackerbau und Viehwirtschaft in Bild, Wort und Zahl nebst statistischen Teil: Bodennutzung und Viehhaltung in den Gemeinden, Saatenstandsbezirken und Kreisen, mit über 80 Karten und Zeichnungen. Herausgegeben von W. Wilmanns unter Mitwirkung von R. Gärtner und E. Klapp. Jena 1933.
- Die Landwirtschaft Chinas. Berichte über Landwirtschaft. Neue Folge, Sonderheft Bd. 133. Verlag Paul Parey Berlin 1938.
- Die Zugkräfte der deutschen Landwirtschaft. Besatz- und energiewirtschaftliche Verhältnisse. In: Der Forschungsdienst Bd. 12, 1941, S. 241–261.
- Die Futterflächen in hessischen Betrieben. In: Zeitschrift für Acker- und Pflanzenbau Bd. 94, 1952, S. 146–165.
- Hessischer Futterflächenatlas. Graphische Bearbeitung von W. Görlach.  Herausgeber: Staatliche Lehr- und Versuchsanstalt für Grünlandwirtschaft und Futterbau, Wehrda 1952.